# Davide Boscaro
Davide Boscaro (* 13. Juli 2000 in Padua) ist ein italienischer Radrennfahrer, der auf Bahn und Straße aktiv ist.

## Sportlicher Werdegang
Davide Boscaro lebte mit seinen Eltern Massiniano, einem Gärtner, und Marika, einer Barista, sowie mit seinem jüngeren Bruder Giacomo in Villatora Saonara, etwa zehn Kilometer von Padua entfernt. Als er acht Jahre alt war, kaufte ihm sein Vater neues Fahrrad. Von diesem Moment an war er vom Radsport begeistert. Er trainierte im Velodromo Giovanni Monti in Padua.
2018 errang Davide Boscaro gemeinsam mit Samuele Manfredi, Alessio Bonelli und Tommaso Nencini bei den  Junioren-Europameisterschaften die Silbermedaille in der Mannschaftsverfolgung. Im selben Jahr wurde er zudem italienischer Junioren-Meister im Omnium.
Zunehmend profilierte sich Boscaro als verlässliche Stütze eines jungen italienischen Männer-Vierers. 2020 holte er mit Gidas Umbri, Jonathan Milan und Tommaso Nencini  und  2021 mit Umbri, Nencini und Manlio Moro Bronze in der Mannschaftsverfolgung bei den U23-Europameisterschaften. In beiden Jahren startete Boscaro zudem in der Mannschaftsverfolgung (mit Carloalberto Giordani, Giulio Masotto, Gidas Umbri und Stefano Moro) bei Läufen des Bahnrad-Weltcups im kanadischen Milton (Rang zwei) sowie des UCI Track Cycling Nations’ Cup 2021 in Sankt Petersburg (ebenfalls Rang zwei). 2021 wurde er italienischer Meister der Elite im Keirin. 2022 wurde er zweifacher U23-Europameister im Ausscheidungsfahren sowie in der Mannschaftsverfolgung (mit Mattia Pinazzi, Manlio Moro und Niccolò Galli) und italienischer Meister im 1000-Meter-Zeitfahren.

## Erfolge

### Bahn
2018
- Junioren-Europameisterschaft – Mannschaftsverfolgung (mit Samuele Manfredi, Alessio Bonelli und Tommaso Nencini)
- Italienischer Junioren-Meister – Omnium

2020
- U23-Europameisterschaft – Mannschaftsverfolgung (mit Gidas Umbri, Jonathan Milan und Tommaso Nencini)

2021
- U23-Europameisterschaft – Mannschaftsverfolgung (mit Gidas Umbri, Tommaso Nencini und Manlio Moro)
- Italienischer Meister – Keirin

2022
- U23-Europameister – Ausscheidungsfahren, Mannschaftsverfolgung (mit Mattia Pinazzi, Manlio Moro und Niccolò Galli)
- Italienischer Meister – 1000-Meter-Zeitfahren

2023
- Italienischer Meister – Mannschaftsverfolgung (mit Elia Viviani, Francesco Lamon und Michele Scartezzini)

2024
- Europameisterschaften – Mannschaftsverfolgung (mit Simone Consonni, Francesco Lamon und Jonathan Milan)

### Straße
2018
- eine Etappe Tre Giorni Ciclista Bresciana (Junioren)